# Juan de Guzmán (-1605)

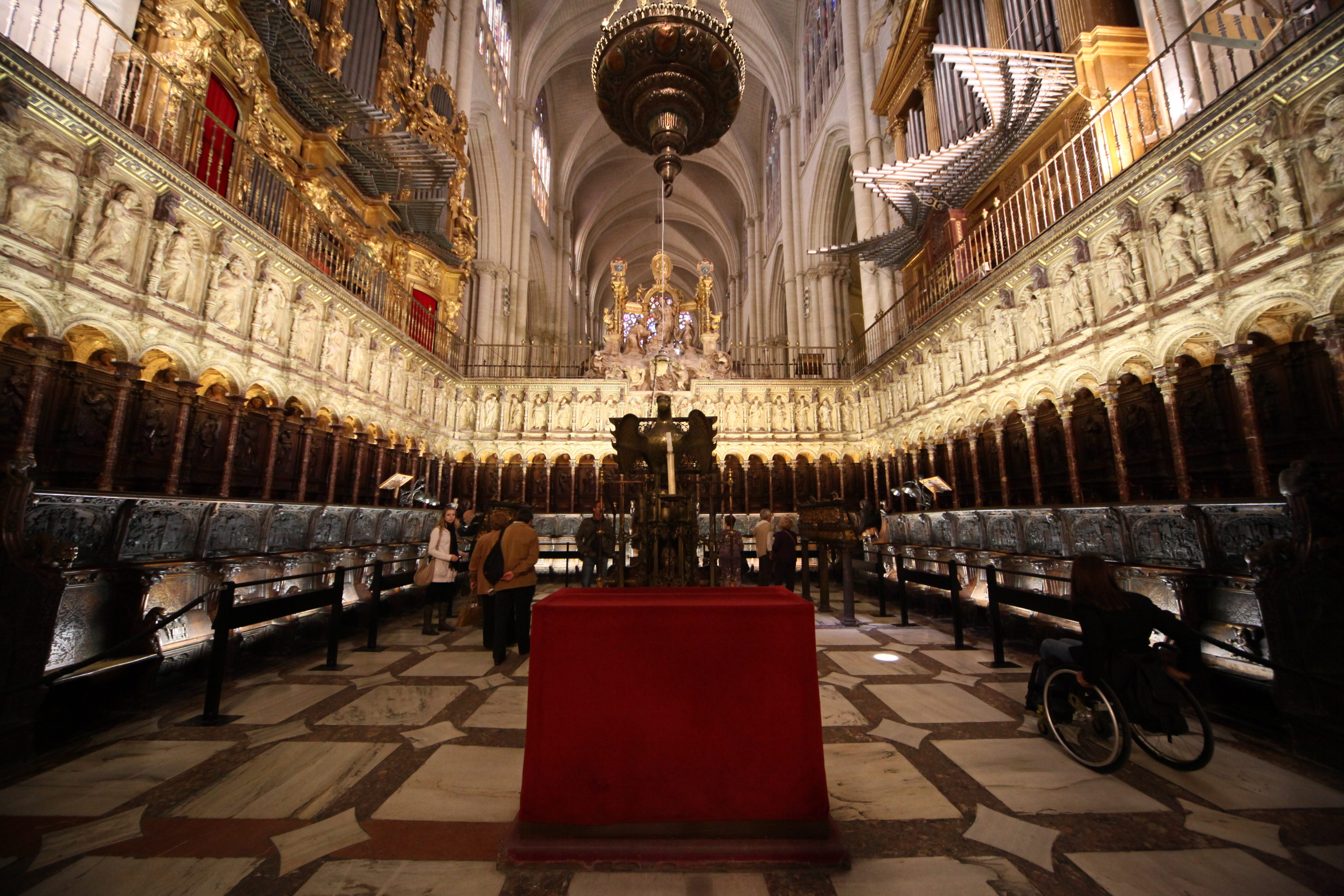
Coro de la catedral de Toledo, de cuyo cabildo Juan de Guzmán fue canónigo y dignidad de arcediano de Guadalajara.

Juan de Guzmán (-1605) fue un prelado español que llegó a ser patriarca de las Indias.

## Biografía
Fue uno de los vástagos del matrimonio formado por Leonor de Luján y Lope de Guzmán, magistrado que llegaría a ser consejero del Consejo de Castilla y lo fue también del de Órdenes. Tuvo otros hermanos entre los que se encuentra:.
- Tello de Guzmán, señor de Villaverde, con descendencia, incluyendo su primogénito, primer conde de Villaverde.
- Íñigo López de Zúñiga, sucesor en el mayorazgo fundado por su abuela paterna, Francisca de Zúñiga.
- Magdalena de Guzmán, importante dama al servicio de la reina Margarita de Austria-Estiria, esposa de Felipe III. Es más conocida como marquesa del Valle por su matrimonio con Martín Cortés, segundo marqués del valle de Oaxaca.
- María de Guzmán, casada con su tío materno Alonso de Luzón.[3]
- Brianda de Guzmán.[4]

Tomó la carrera eclesiástica, siendo nombrado canónigo de la catedral de Toledo y arcediano de Guadalajara, dignidad del cabildo de este templo toledano.
Llegó a ser sumiller de cortina de Felipe III de España. 
El 15 de noviembre de 1602 el soberano conseguiría de Clemente VIII su nombramiento como Patriarca de las Indias, cesando en su cargo de sumiller de cortina.Este nombramiento se hizo junto al señalamiento de una renta de varios miles de maravedíes.
En este señalamiento pesó la influencia de su hermana Magdalena que servía en la corte como aya de la infanta Ana, desde 1601.
Cuando Magdalena fue alejada del servicio cortesano en el otoño de 1603, por motivos no esclarecidos, Juan junto a su sobrino Tello la acompañaron en su salida del Alcázar por la puerta del campo (cercana a la Casa de Campo).
Juan moriría en 1605. Tras su muerte sería nombrado Juan Bautista de Acevedo en el patriarcado.

### Individuales
1. ↑  «Patriarcado de Indias y Vicariato General Castrense». Revista Española de Derecho Canónico.
2. ↑  Ruiz García, Félix (1967). «Patriarcado de Indias y Vicariato General Castrense». Revista Española de Derecho Canónico 23 (65): 449-471. ISSN 0034-9372. Consultado el 14 de septiembre de 2023.
3. ↑  Alvarez y Baena, José Antonio (1789). «Alonso de Luzón (Don)». Hijos de Madrid: ilustres en santidad, dignidades, armas, ciencias y artes. Diccionario histórico por el orden alfabetico de sus nombres, que consagra il illmo. y nobilísimo ayuntamiento de la imperial y coronada villa de Madrid. B. Cano. pp. 37-38. Consultado el 14 de septiembre de 2023.
4. ↑  García Prieto, Elisa (30 de noviembre de 2015). ««Donde ay damas, ay amores». Relaciones ilícitas en la corte de Felipe II: el caso de don Gonzalo Chacón y doña Luisa de Castro». Studia Historica: Historia Moderna 37 (0): 153. ISSN 2386-3889. doi:10.14201/shhmo201537153181. Consultado el 22 de marzo de 2025.
5. ↑  Fernández Duro, Césareo (Octubre de 1885). «I. Noticias acerca del origen y sucesión del patriarcado de las indias occidentales». Boletín de la Real Academia de Historia 7.
6. ↑  Cabrera de Córdoba, 1857, p. 166.
7. ↑  Cabrera de Córdoba, 1857, p. 194.